# Підволочьє
Підволо́чьє (рос. Подволочье) — присілок у складі Орічівського району Кіровської області, Росія. Входить до складу Істобенського сільського поселення.
Населення становить 19 осіб (2010, 22 у 2002).
Національний склад станом на 2002 рік — росіяни 100 %.